# 徐国公主 (宋仁宗)
徐国公主（？—1042年），本名不詳，為北宋第四代皇帝宋仁宗的皇女。母德妃俞氏。
寶元二年（1039年）九月，册封崇慶公主。慶曆二年（1042年）五月薨逝，追封楚國公主。嘉祐四年（1059年）十二月，追封周國公主。治平元年（1064年）六月，追封唐國長公主。宋徽宗即位后，于元符三年（1100年）三月，追封她为徐国大長公主。后改公主为帝姬，政和四年（1114年）十二月，改封莊和大長帝姬。